# Thomas Mangani
Thomas Mangani (Carpentras, 29 aprile 1987) è un ex calciatore francese, di ruolo centrocampista.

## Biografia
Ha origini italiane in quanto ha parenti di Arezzo.

## Caratteristiche tecniche
Regista di centrocampo con un buon piede ed un buon senso della posizione, è bravo in entrambe le fasi di gioco. Nelle varie sue esperienze è stato impiegato anche come centrale di difesa.

## Carriera

### Club

#### Monaco e altre esperienze
Inizia la sua carriera nelle giovanili del Monaco per poi essere girato in prestito prima al Brest poi all’Ajaccio. Torna nella squadra del Principato nel 2008 disputando tre stagioni a discreti livelli per poi essere girato ancora in prestito al Nancy, dove rimane per tre anni diventando una pedina importante per la squadra.

#### Chievo
Il 6 luglio 2014 viene ufficializzato il suo passaggio al Chievo, squadra veronese con la quale firma un contratto biennale. Il 24 luglio viene presentato ufficialmente insieme al suo neo compagno di squadra Ervin Zukanović dal presidente gialloblu Luca Campedelli. Esordisce con la maglia gialloblu in occasione della partita di Coppa Italia persa 1-0 contro il Pescara, disputando una buona partita. In campionato fa la sua prima presenza al debutto in casa contro la Juventus (0-1), partendo da titolare.

#### Angers
Dopo avere giocato solo quelle 2 gare a Verona, il 2 febbraio 2015 passa in prestito all'Angers. Il 3 luglio 2015 viene riscattato dalla società francese con il giocatore che firma un contratto per i successivi tre anni.

#### Ajaccio
Il 13 giugno 2022 viene ufficializzato il suo passaggio all'Ajaccio; Mangani fa così ritorno al club corso dopo 14 anni.

## Statistiche

### Presenze e reti nei club
Statistiche aggiornate al 1º luglio 2025.
| Stagione        | Squadra         | Campionato      | Campionato | Campionato | Coppe nazionali | Coppe nazionali | Coppe nazionali | Coppe continentali | Coppe continentali | Coppe continentali | Altre coppe | Altre coppe | Altre coppe | Totale | Totale |
| Stagione        | Squadra         | Comp            | Pres       | Reti       | Comp            | Pres            | Reti            | Comp               | Pres               | Reti               | Comp        | Pres        | Reti        | Pres   | Reti   |
| --------------- | --------------- | --------------- | ---------- | ---------- | --------------- | --------------- | --------------- | ------------------ | ------------------ | ------------------ | ----------- | ----------- | ----------- | ------ | ------ |
| gen.-giu. 2007  | Brest           | L2              | 13         | 0          | -               | -               | -               | -                  | -                  | -                  | -           | -           | -           | 13     | 0      |
| 2007-2008       | Ajaccio         | L2              | 33         | 0          | CF+CdL          | 1+1             | 0               | -                  | -                  | -                  | -           | -           | -           | 35     | 0      |
| 2008-2009       | Monaco          | L1              | 3          | 0          | CF              | 0               | 0               | -                  | -                  | -                  | -           | -           | -           | 3      | 0      |
| 2009-2010       | Monaco          | L1              | 14         | 0          | CF+CdL          | 5+0             | 0               | -                  | -                  | -                  | -           | -           | -           | 19     | 0      |
| 2010-2011       | Monaco          | L1              | 24         | 1          | CF+CdL          | 1+0             | 0               | -                  | -                  | -                  | -           | -           | -           | 25     | 1      |
| ago. 2011       | Monaco          | L2              | 4          | 1          | CdL             | 1               | 0               | -                  | -                  | -                  | -           | -           | -           | 5      | 1      |
| Totale Monaco   | Totale Monaco   | Totale Monaco   | 45         | 2          |                 | 7               | 0               |                    |                    |                    |             |             |             | 52     | 2      |
| 2011-2012       | Nancy           | L1              | 24         | 0          | CF+CdL          | 0               | 0               | -                  | -                  | -                  | -           | -           | -           | 24     | 0      |
| 2012-2013       | Nancy           | L1              | 34         | 0          | CF+CdL          | 2+0             | 0               | -                  | -                  | -                  | -           | -           | -           | 36     | 0      |
| 2013-2014       | Nancy           | L2              | 36         | 1          | CF+CdL          | 1+1             | 0               | -                  | -                  | -                  | -           | -           | -           | 38     | 0      |
| Totale Nancy    | Totale Nancy    | Totale Nancy    | 94         | 1          |                 | 4               | 0               |                    |                    |                    |             |             |             | 98     | 1      |
| 2014-feb. 2015  | Chievo          | A               | 1          | 0          | CI              | 1               | 0               | -                  | -                  | -                  | -           | -           | -           | 2      | 0      |
| feb.-giu. 2015  | Angers          | L2              | 15         | 2          | -               | -               | -               | -                  | -                  | -                  | -           | -           | -           | 15     | 2      |
| 2015-2016       | Angers          | L2              | 33         | 5          | CF+CdL          | -               | -               | -                  | -                  | -                  | -           | -           | -           | 33     | 5      |
| 2016-2017       | Angers          | L1              | 34         | 3          | CF+CdL          | 6+0             | 3+0             | -                  | -                  | -                  | -           | -           | -           | 40     | 6      |
| 2017-2018       | Angers          | L1              | 35         | 2          | CF+CdL          | 0+3             | 0               | -                  | -                  | -                  | -           | -           | -           | 38     | 2      |
| 2018-2019       | Angers          | L1              | 29         | 3          | CF+CdL          | 1+1             | 0               | -                  | -                  | -                  | -           | -           | -           | 31     | 3      |
| 2019-2020       | Angers          | L1              | 24         | 2          | CF+CdL          | 3+0             | 0               | -                  | -                  | -                  | -           | -           | -           | 27     | 2      |
| 2020-2021       | Angers          | L1              | 35         | 3          | CF              | 4               | 0               | -                  | -                  | -                  | -           | -           | -           | 39     | 3      |
| 2021-2022       | Angers          | L1              | 33         | 7          | CF              | 1               | 0               | -                  | -                  | -                  | -           | -           | -           | 34     | 7      |
| Totale Angers   | Totale Angers   | Totale Angers   | 238        | 27         |                 | 19              | 3               |                    |                    |                    |             |             |             | 257    | 30     |
| 2022-2023       | Ajaccio         | L1              | 26         | 1          | CF              | 1               | 0               | -                  | -                  | -                  | -           | -           | -           | 27     | 1      |
| 2023-2024       | Ajaccio         | L2              | 36         | 2          | CF              | 1               | 0               | -                  | -                  | -                  | -           | -           | -           | 37     | 2      |
| 2024-2025       | Ajaccio         | L2              | 19         | 0          | CF              | 1               | 0               | -                  | -                  | -                  | -           | -           | -           | 20     | 0      |
| Totale Ajaccio  | Totale Ajaccio  | Totale Ajaccio  | 114        | 3          |                 | 5               | 0               |                    |                    |                    |             |             |             | 119    | 3      |
| Totale carriera | Totale carriera | Totale carriera | 504        | 33         |                 | 37              | 3               |                    |                    |                    |             |             |             | 541    | 36     |